# Nhân giống tạp giao
Nhân giống tạp giao hay còn gọi là lai tạp là cho giao phối giữa những cá thể thuộc các giống khác nhau.

## Mục đích
- Nhằm lay động tính bảo thủ di truyền của các giống tạo ra những tổ hợp di truyền mới, làm phong phú thêm đặc tính di truyền ở con lai.
- Nhằm sử dụng một hiện tượng sinh học quan trọng là ưu thế lai làm cho sức sống và khả năng sản xuất được nâng cao.

## Biện pháp
- Lai cải tạo.
- Lai gây thành.
- Lai kinh tế
- Lai luân chuyển.
- Lai xa.